# フィリップ2世 (シャウムブルク＝リッペ伯)
フィリップ2世・エルンスト（Graf Philipp II. Ernst zu Schaumburg-Lippe, 1723年7月5日 - 1787年2月13日）は、ドイツのシャウムブルク＝リッペ伯（在位：1777年 - 1787年）。

## 生涯
リッペ＝アルヴァーディッセン伯フリードリヒ・エルンスト（初代シャウムブルク＝リッペ伯フィリップ1世の孫）とその妻のエリーザベト・フォン・フリーゼンハウゼンの間の第1子、長男として生まれた。1777年、又従兄のシャウムブルク＝リッペ伯ヴィルヘルムが嗣子の無いまま死ぬと、その相続者となって本家を継いだ。

## 子女
1756年5月6日にヴァイマルにおいて、ザクセン＝ヴァイマル＝アイゼナハ公エルンスト・アウグスト1世の娘エルネスティーネ・アルベルティーネ（1722年 - 1769年）と結婚し、間に3男1女をもうけた。1769年に死別した。
- クレメンス・アウグスト・エルンスト（1757年）
- カール・ヴィルヘルム・フリードリヒ・エルンスト（1759年 - 1780年）
- ゲオルク・カール・フリードリヒ・ルートヴィヒ（1760年 - 1776年）
- フリーデリケ・アントイネッテ（1762年 - 1777年）

1780年10月10日にフィリップスタールにおいて、ヘッセン＝フィリップスタール方伯ヴィルヘルムの娘ユリアーネと再婚し、1男3女をもうけた。
- エレオノーレ・ルイーゼ（1781年 - 1783年）
- ヴィルヘルミーネ・シャルロッテ（1783年 - 1858年） - 1814年、エルンスト・ツー・ミュンスター＝レーデンブルク伯爵と結婚
- ゲオルク・ヴィルヘルム（1784年 - 1860年） - シャウムブルク＝リッペ侯
- カロリーネ・ルイーゼ（1786年 - 1846年）